# Daïra de Berriane
La daïra de Berriane est une daïra d'Algérie située dans la wilaya de Ghardaïa et dont le chef-lieu est la ville éponyme de Berriane.

## Histoire
La daïra de Berriane a été créée lors du découpage administratif de 1984, à sa création elle englobait l'ensemble des anciennes villes du Mzab, avant que  des nouvelles daïras soient créées lors d'un nouveau découpage administratif en 1991 : Ghardaïa, El Guerrara, Dhayet Bendhahoua, Zelfana et Bounoura.